# Антонов Ан-225 Мрия
Антонов Ан-225 Мрия (на украински: Мрiя – Мечта) е транспортен самолет, клас 1, произведен в Украинската ССР в края на 80-те години на XX век от Авиационния научно-технически комплекс „Антонов“ и до унищожаването на единствения оперативен самолет през февруари 2022 г. е най-големият самолет в света. Максималната товароспособност на „Мрия“ е 275 t, с което той е най-тежкотоварният летателен апарат, строен някога. Шестте турбореактивни двигателя създават обща тяга от 1377 kN, което го прави най-мощния самолет на Земята. За сравнение максималният товар на втория по товароспособност самолет Ан-124 „Руслан“ е 150 t, а дължината на товарното отделение на Ан-225 би побрала първия полет на братята Райт.
Условното му наименование в НАТО е „Cossack“ (Казак).
„Мрия“ е проектиран и конструиран да пренася съветската совалка „Буран“, но впоследствие е изоставен поради липса на средства на международното летище в град Гостомел. След години престой на земята самолетът е основно реконструиран и през 2001 г. извършва своя повторен „първи“ полет. След тази дата той се използва от украинската компания „Авиолинии Антонов“ основно за изпълняване на поръчки за превозване на извънгабаритни и тежки товари. Поради засиления интерес към услугите на самолета украинското правителство взема решение за създаването на втори екземпляр, който се очаквало да бъде готов до 2008 г., но такъв не е реализиран.
През ноември 2004 г. Ан-225 е записан в книгата на Световните рекорди на Гинес с 240 рекорда.
Самолетът е разрушен на 26 февруари 2022 г. в хода на боевете за летище „Антонов“ в хода на руското нападение над Украйна.

## История

### Конструиране
Основната причина за създаването на Ан-225 е необходимостта от транспортиране на Буран – съветската совалка, създадена в периода на Студената война. За тази цел стратегическият бомбардировач Мясишчев 3М е преработен в транспортен самолет за товари с външно закрепване – ВМ-Т Атлант. Неговата товароспособност е 50 t, което позволява преноса на совалката, но без гориво и със свален вертикален стабилизатор. Цялата маса на „Буран“ е 105 t, поради което е решено да се създаде средство, което без затруднения да превозва космическия кораб. Основните конструктивни изменения при реализацията на този проект са използвани от конструкторското бюро „Антонов“ при разработката на Ан-225 Мрия.
Самолетът носи името на Олег Антонов, въпреки че той умира една година преди началото на проекта. Конструирането се ръководи от неговия наследник Пьотр Балабуев. През 1985 г. започва изграждането на Ан-225 на базата на Ан-124 „Руслан“. Конструкторите в Киев имат срок 3,5 г. за да проектират новия гигант и той да полети.
Напречното сечение на корпусите им е едно и също, но Ан-225 е с 15 m по-дълъг. Крилото му е разработено на база крилото на „Руслан“, но допълнено с нова средна част и с увеличен размах. Двата самолета имат еднакви двигатели, но при Ан-124 те са 4, докато при Ан-225 – 6.
Таванът на Ан-225 е проектиран така, че освен совалката, на него да се превозват контейнери, достигащи 70 m дължина и 8 m диаметър. За разлика от Ан-124 при Ан-225 напълно е променено опашното оперение – изпълнено е с два вертикални стабилизатора, за да са извън зоната на завихряния зад външния товар и избягване на бафтинга, наблюдаван у Боинг 747 при пренасянето на американските совалки. Разстоянието между вертикалните стабилизатори е 32,65 m, по-голямо от цялата дължина на Боинг 737 – 300. При „Мрия“ няма задна товарна рампа. Това е направено с цел да се намали тежестта му.
Създателите на Ан-225 разработват специални колесници, 16 на брой, от които 2 двойни, разположени в носовата част, и 14 двойни в задната, по 7 отстрани, с много добро окачване, пригодени да кацат на всякакви места, включително заледени писти и тревни площи. Въпреки трудностите по проекта, съветските учени спазват срока. Ан-225 е завършен на 30 ноември 1988 г. в киевския авиозавод.

### Краен резултат
Ан-225 (с регистрационен номер: UR-82060) излита за първи път на 21 декември 1988 г. Първият полет продължава 75 минути. Свръхтежкият самолет може да транспортира на гърба си товари с маса, достигаща 275 t – толкова, колкото може да се превозва и вътре.
На 22 март 1989 г. „Мрия“ поставя 109 световни рекорда в един-единствен полет с продължителност близо 4 часа. Най-внушителните от тях са:
- максимална скорост от 815,09 km/h с товар от 155 t по затворена отсечка с дължина 2000 km;
- максимална височина на полета – 12 430 m с товар от 155 t;
- максимална маса на самолета 508,2 t при полет на височина 2000 m;[11]

Самолетът успешно излита с 90-тонната совалка „Буран“ на гърба си пред световна публика на авиошоуто в Бурже през 1989 г. Има предложения самолетът да стане пътнически лайнер или летящ хотел със стаи и апартаменти на горната палуба, а на долната да има плувни басейни и казина. „Мрия“ е технически способен да превозва около 1500 души. В същото време в процес на изграждане бил и вторият модел 225, който също бил част от съветската космическа програма, но той така и не е завършен.

### Модернизация
Поради разпада на СССР, съветската космическа програма е преустановена от новия президент на Руската федерация – Борис Елцин. Самолетът е спрян от експлоатация през пролетта на 1994 г. Той е паркиран в края на изпитателния полигон в град Гостомел, където остава седем години. От него са вземани части за самолетите „Руслан“.
След разпадането на Съветския съюз конструкторското бюро „Антонов“ е пред банкрут. За да се задържи в бранша, то започва да работи с основния си самолет – Ан-124 „Руслан“. Новите „Авиолинии Антонов“ се договарят с компания в Лондон, която да се занимава с поръчките, графика и маршрутите, и заедно намират приложение за самолетите Антонов-124. В края на 90-те години компанията започва да получава заявки за товари над 150 t – максималната товароподемност на „Руслан“. Затова управата на авиокомпанията решава да стегне Ан-225, след години престой на земята.
Събран е предишният екип от конструктори. Заради безопасността, военните системи са сменени с граждански. Снабден е с нова навигационна система и с комуникационната система „Honeywell“, както и със система за избягване на сблъсък с друг самолет. Монтиран е нов пътнически салон, който побира около 70 души. Кабините на екипажа са изцяло обновени. Снижен е шумът и е подсилен корпусът, особено подът и носовата част, за да може самолетът да носи товари до 275 т. Поставени са 6 нови двигателя. Ремонтът на самолета отнема една година. Възстановителните работи се извършват на международното летище за товарни самолети в град Гостомел. Украинската компания „Motor-Sych“ спомага с 20 милиона долара – достатъчни, за да може „Мрия“ отново да полети. През април 2001 г., след 7 години на земята, той прави своя повторен „първи“ полет. След един месец пробни полети, на церемония в присъствието на украинския президент Кучма, Ан-225 получава сертификат за търговски полети.

## Технически характеристики и особености
Характерната особеност при Ан-225 са дебелите криле, които увеличават подемната сила и горивния резерв. Товарното му отделение представлява помещение с дължина 43 m и може да поеме големи и като обем, и като тежест товари, като например 5 танка, 50 леки коли, 8 двуетажни автобуса или 16 десеттонни авиационни контейнера УАК-10, както и 200-тонни единични бройки турбини, генератори или самосвали БелАЗ. Отделението е херметизирано, което значително разширява неговите транспортни възможности. Конструкцията на товарната рампа, намираща се в предната част на самолета, осигурява бързо и удобно провеждане на товарно-разтоварните дейности. Продължителността на отварянето ѝ е около 7 минути. В задната част е разположен товароподемен кран, който внася товарите и ги разполага на съответните места. „Мрия“ разполага и със специална система за закрепване. Над товарното отделение се намират кабините за екипажа, които побират 6 души и пътнически салон с места за 70 души, придружаващи превозваната стока.
Самолетът може да зареди до 280 тона гориво. Средният разход на гориво е 18 t на час. В зависимост от товара той може да прелети над 12 хил. km. Максималното излетно тегло на Ан-225 е 640 t. Това е равно на товароподемността на осем самолета Боинг 737 – 800. „Мрия“ заема мястото на два Боинг 747, паркирани един до друг. По обща оценка цената на самолета към 2005 г. е 300 милиона долара.
Всички системи за управление са дублирани четири пъти. Пилотската кабина е разположена в горната носова част на самолета, на близо 10 m височина от земята, поради което при кацане пилотите задължително трябва да гледат уредите за отчитане на височината. Зад първия и втория пилот е мястото на специалиста по навигация и комуникация. От дясната страна на кабината се намира странично отделение, където работят двама авиоинженери.

## Дейности, извършени от Ан-225
След реконструкцията си Ан-225 се превръща от военно-транспортен в търговско-транспортен самолет. На 23 май 2001 г. „Мрия“ получава сертификат за търговски полети тип „CTOK200-Ан-225“ от Междудържавния авиационен комитет. Популярността на Ан-225 е голяма поради способността му да се приземява на трудни терени. Това го прави много известен в районите на Сибир, където каца върху леда, и в Африка, където се приземява върху тревните площи. Самолетът носи не само тежки, но и извънгабаритни товари.
Товарният му отсек може да побере целия фюзелаж на Боинг-737. Инженерите проучват възможността Ан-225 да пренася корпуси на Боинг между заводи, разположени на хиляди километри един от друг. Вече се проектират модули, които ще заемат мястото на „Буран“, и чрез тях ще се превозват товари, твърде обемисти за товарния отсек.
Първият полет на самолета, извършен с търговска цел, е на 3 януари 2002 г. „Мрия“ снабдява с 216 000 пакета храна базираните в Оман военни части на САЩ. Доставката е извършена от Щутгарт до малък град в южната част на Оман. Това са около 375 палета с тегло 187,5 t. Вторият полет е осъществен на 5 януари, от Мюнхен до Бишкек – столицата на Киргизстан. Този път Ан-225 превозва 230 t готови храни за военните.
В началото на юни 2003 г. „Мрия“ заедно с „Руслан“ доставят над 800 t екипировка и военни машини за войната в Ирак. Също така се обсъжда евентуално ползване на самолета от правителството на САЩ за транспорт и снабдяване на войските в Близкия изток.

## Опит за сглобяване на втори самолет
Поради изключителното търсене на услугите на Ан-225 украинското правителство взема решение за създаването на втори „Мрия“. Всъщност строителството на втория модел започва още в края на 80-те години, но в 1994 г. то е спряно, поради липса на средства. Шестте двигателя „Лотарев“ са свалени и използвани за самолетите Ан-124. Очаква се самолетът да бъде готов до 2008 г. Според генералния директор на завода „Авиант“ в Киев, където се досглобява вторият Ан-225, за завършването на самолета са необходими около 90 милиона долара, а като се включат разходите за изпитания, необходимите средства са 120 милиона долара. Украинският транспортен министър Николай Рудковский не уточнява откъде възнамерява да финансира доизграждането на самолета, но посочва, че в държавния бюджет за 2007 г. са предвидени 761,3 милиона украински гривни за самолетостроене. Този проект така и не е реализиран.

## Унищожаване на самолета
На 26 февруари 2022 г. става известно, че в хода на нападението на Русия срещу Украйна самолетът „Мрия“ е унищожен в резултат на пожар, предизвикан от атаката на руските военни.
Според предварителни оценки реконструкцията на най-големия самолет в света ще изисква най-малко 3 млрд. щ.д. и пет години за построяването му.
На 20 май 2022 г. президентът на Украйна Володимир Зеленский обявява намеренията си да построи втори Ан-225, за да замени унищожения самолет и в знак на почит към всички украински летци, загинали по време на войната. През ноември 2022 г. „Антонов“ потвърждава плановете за реконструкция на самолета на приблизителна цена от 500 милиона долара.

## Сравнение с други самолети
| Самолети           | Антонов Ан-225 | Ан-124 Руслан | Боинг 737 – 100 | Боинг 747 – 400 | C-17 „Глоуб Мастър“ | Еърбъс А380 | Ц-5 Галакси |
| ------------------ | -------------- | ------------- | --------------- | --------------- | ------------------- | ----------- | ----------- |
| Дължина            | 84,4 m         | 69,1 m        | 28,7 m          | 70,6 m          | 53 m                | 73 m        | 73,3 m      |
| Размах на крилете  | 88,4 m         | 68,96 m       | 28,4 m          | 60,4 m          | 51,75 m             | 79,8 m      | 67,89 m     |
| Височина           | 18,1 m         | 20,76 m       | 11,3 m          | 19,4 m          | 16,8 m              | 24,1 m      | 19,84 m     |
| Тегло (празен)     | 175 t          | 175 t         | 25,878 t        | 178,756 t       | 125,6 t             | 276,8 t     | 170 t       |
| Максимално тегло   | 640 t          | 405 t         | 49,940 t        | 396,890 t       | 265,5 t             | 560 t       | 349 t       |
| Крайцерска скорост | 750 km/h       | 800 km/h      | 852 km/h        | 913 km/h        | 720 km/h            | 912 km/h    | 830 km/h    |
| Максимална скорост | 850 km/h       | 865 km/h      | 943 km/h        | 1093 km/h       | 830 km/h            | 953 km/h    | 920 km/h    |
| Максимален полет   | 15 400 km      | 5400 km       | 3440 km         | 13 450 km       | 4400 km             | 15 000 km   | 6033 km     |

## Любопитно
На 22 април 2002 година, в чест на АНТК „Антонов“, Националната банка на Украйна пуска в обращение възпоменателна серия монети „Самолетите на Украйна“. Серията включва 30 000 монети от 5 гривни и 2000 сребърни монети от 20 гривни, като на гърба на всяка от тях е изобразен Ан-225.